# Crawfordsville (Arkansas)
Crawfordsville es un pueblo ubicado en el condado de Crittenden en el estado estadounidense de Arkansas. En el Censo de 2010 tenía una población de 479 habitantes y una densidad poblacional de 312,4 personas por km².

## Geografía
Crawfordsville se encuentra ubicado en las coordenadas 35°13′36″N 90°19′28″O / 35.22667, -90.32444. Según la Oficina del Censo de los Estados Unidos, Crawfordsville tiene una superficie total de 1.53 km², de la cual 1.53 km² corresponden a tierra firme y (0%) 0 km² es agua.

## Demografía
Según el censo de 2010, había 479 personas residiendo en Crawfordsville. La densidad de población era de 312,4 hab./km². De los 479 habitantes, Crawfordsville estaba compuesto por el 65.14% blancos, el 32.78% eran afroamericanos, el 0% eran amerindios, el 0% eran asiáticos, el 0% eran isleños del Pacífico, el 1.25% eran de otras razas y el 0.84% pertenecían a dos o más razas. Del total de la población el 1.88% eran hispanos o latinos de cualquier raza.